# لودفيغ مولر (قسيس)
لودفيغ مولر (بالألمانية: Ludwig Müller)‏ هو قسيس ألماني، ولد في 23 يونيو 1883 في غوترسلوه في ألمانيا، وتوفي في 31 يوليو 1945 في برلين في ألمانيا.

## وصلات خارجية
- لودويغ مولر على موقع الموسوعة البريطانية (الإنجليزية)
- لودويغ مولر على موقع مونزينجر (الألمانية)